# Котаракът и Черният Нарцис
„Черният Нарцис“ е книга-игра, която излиза през март 2011 година. Неин автор е Ал Торо (Александър Торофиев). Това е официалното начало на „Новата вълна“ на книгите-игри в страната.

## Резюме
„Черният нарцис“ е първата книга от поредицата за Котарака, като до момента историята за него е запланувана в шест големи книги-игри и съпътстващи ги разкази-игри. Книгите ще следят неговата основна история, а разказите – най-често отделни случки или мисии. Главният герой в тези приключения е момче, загубило родителите си като съвсем малко, впоследствие отгледано от своя чичо Гобин, наемен убиец, твърдо решен да превърне племенника си в най-добрия професионалист, бродил по Крея. Момчето се оказва изключително талантливо и още невръстно усвоява на завидно ниво умения които са безценни за професията му и оцеляването на улицата.
По стечение на обстоятелствата, в „Черният Нарцис“ Котарака се оказва замесен в заговор и е заставен да извърши важно политическо убийство. Как ще подходи към ситуацията, на кого ще се довери и каква част от цялата мистерия ще успее да разкрие – това зависи единствено от твоите решения и съобразителност.